# Успонска функција
Успонска функција (или рампа функција) је унарна функција над пољем реалних бројева. Дефинише се као просек улазне променљиве и њене апсолутне вредности.
Ова функција се доста користи у инжењерству (нпр. у теорији обраде сигнала). Име је добила због изгледа њеног графика.

## Дефиниције
Успонска функција ({\displaystyle R(x):\mathbb {R} \rightarrow \mathbb {R} }) се аналитички може дефинисати на више начина. Неке од дефиниција су:
- Преко система једначина:
{\displaystyle R(x):={\begin{cases}x,&x\geq 0;\\0,&x<0\end{cases}}}
- Преко функције максимума:
{\displaystyle R(x):=\operatorname {max} (x,0)}
- Као просек улазне променљиве и њене апсолутне вредности:
{\displaystyle R(x):={\frac {x+|x|}{2}}}

до чега се може доћи и гледајући дефиницију функције {\displaystyle \operatorname {max} (a,b)},
{\displaystyle \operatorname {max} (a,b)={\frac {a+b+|a-b|}{2}}}
за {\displaystyle a=x} и {\displaystyle b=0}
- Множењем улазне променљиве са :
{\displaystyle R\left(x\right):=xH\left(x\right)}
- Конволуцијом Хевисајдове функције са самом собом:
{\displaystyle R\left(x\right):=H\left(x\right)*H\left(x\right)}
- Интеграцијом Хевисајдове функције:
{\displaystyle R(x):=\int _{-\infty }^{x}H(\xi )\,\mathrm {d} \xi }

## Аналитичка својства

### Ненегативност
Успонска функција је ненегативна на целом њеном домену, па јој је апсолутна вредност једнака самој себи.
{\displaystyle \forall x\in \mathbb {R} :R(x)\geqslant 0}
и
{\displaystyle \left|R\left(x\right)\right|=R\left(x\right)}

### Извод
Извод успонске функције је Хевисајдова функција:
{\displaystyle R'(x)=H(x)} за {\displaystyle x\neq 0}

### Други извод
Успонска функција {\displaystyle R(x)} задовољава следећу диференцијалну једначину:
{\displaystyle {\frac {\operatorname {d} ^{2}}{\operatorname {d} x^{2}}}R(x-x_{0})=\delta (x-x_{0}),}
где је {\displaystyle \delta (x)} Диракова делта функција. Ово значи да је успонска функција {\displaystyle R(x)} заправо Гринова функција за оператор другог извода. То значи да свака непрекидна функција {\displaystyle f(x)}, са другим изводом {\displaystyle f''(x)}, задовољава једначину:
{\displaystyle f(x)=f(a)+(x-a)f'(a)+\int _{a}^{b}R(x-x_{0})f''(x_{0})\operatorname {d} x_{0},}
за {\displaystyle a<x<b}.

### Фуријеова трансформација
{\displaystyle {\mathcal {F}}\left\{R(x)\right\}(f)} {\displaystyle =} {\displaystyle \int _{-\infty }^{\infty }R(x)e^{-2\pi ifx}dx} {\displaystyle =} {\displaystyle {\frac {i\delta '(f)}{4\pi }}-{\frac {1}{4\pi ^{2}f^{2}}},}
где је {\displaystyle \delta (x)} Диракова делта функција (у једначини изнад се појављује њен извод).

### Лапласова трансформација
Једнострана Лапласова трансформација успонске функције {\displaystyle R(x)} је дата као:
{\displaystyle {\mathcal {L}}\left\{R\left(x\right)\right\}(s)=\int _{0}^{\infty }e^{-sx}R(x)dx={\frac {1}{s^{2}}}.}